# Rollin' on the River
Rollin' on the River es un álbum recopilatorio de la banda de rock, Creedence Clearwater Revival lanzado en 1988.

## Listas de canciones
1. Proud Mary
2. Walk on the Water
3. Travelin' Band
4. Poorboy Shuffle
5. Feelin' Blue
6. Green River
7. Sailor's Lament
8. Born to Move
9. Effigy

- Datos: Q3940361